# Karl Krumbacher
Karl Krumbacher (ur. 23 września 1856 w Kürnach im Allgäu, zm. 12 grudnia 1909 w Monachium) – niemiecki bizantynolog. 

## Życiorys
Był synem Salesiusa i Theresii. Kształcił się od 1875 na Uniwersytecie Ludwika i Maksymiliana w Monachium, a od 1876 na Uniwersytecie w Lipsku. W 1879 wrócił na uniwersytet w Monachium i zdał egzamin państwowy uprawniający do nauczania łaciny, greki i niemieckiego. Od 1879 do 1882 był nauczycielem w Ludwigsgymnasium w Monachium.
Doktorat, poświęcony Hermeneumata Pseudodositheana, obronił w 1883. Habilitował się w 1884. Jego największym dziełem jest Geschichte der Literatur von byzantinischen bis zum Justyniana Ende des Ostroemischen Reiches (Historia literatury bizantyjskiej Justyniana do upadku Cesarstwa Wschodniego). Praca ta była niezwykle ceniona ze względu na bibliografie zawarte w treści pracy i dodatek specjalny. 
Krumbacher założył również czasopismo Byzantinische Zeitschrift (1892) i serię Byzantinisches Archiv (1898). Dużo podróżował, jego podróż do Grecji została opisana w Griechische Reise (1886). Potrafił przy tym przekształcić i swoje seminarium (Seminar fur mittel- und neugriechische Philologie) w Monachium w międzynarodowy ośrodek bizantynologiczny.
Nie założył rodziny.

## Wybrane publikacje
- Kassia (1897).
- Die griechische Litteratur das Mittelalters in Paul Hinneberg’s Die Kultur der Gegenwart (1905).
- Das Problem der neugriechischen Schriftsprache (1902).
- Populäre Aufsätze (1900).